# Clasificador (lingüística)
Un clasificador, llamado a veces palabra de medida, contador o especificativo, (abreviado clf o cl) en lingüística, es una palabra o morfema que se usa en determinadas lenguas y contextos para clasificar el referente de un nombre contable de acuerdo con su contenido semántico. Son una clase gramatical prominente en algunas lenguas, sobre todo en lenguas de Asia Oriental. Los clasificadores son inexistentes o marginales en las lenguas europeas. Un ejemplo de clasificador en castellano es cabezas en la expresión "cabezas de ganado".
No todos los sustantivos necesitan clasificadores, y, a la inversa, muchos sustantivos pueden emplearse con más de un clasificador. Los clasificadores forman parte del mismo sintagma nominal que el sustantivo al que califican. No forman una unidad morfológica con el sustantivo y no tienen concordancia gramatical con el verbo.
Los clasificadores se pueden hallar en el chino, japonés, coreano, tailandés, vietnamita, birmano, las lenguas del sudeste asiático, el bangla, el asamés,  el karen, el persa, las lenguas austronesias y las lenguas mayas, entre otras. También son una característica típica de las lenguas bantúes o de las lenguas signadas.

## Introducción
Un clasificador es una palabra (o, según ciertos autores, un morfema trabado) que acompaña a un sustantivo en ciertos contextos gramaticales, y generalmente refleja algún tipo de clasificación conceptual de los sustantivos, basándose principalmente en los rasgos de sus referentes. De este modo una lengua puede tener un clasificador para los sustantivos que se refieren a personas, otro para los que se refieren a objetos planos, otro para los que denotan periodos de tiempo, etc. La asociación entre clasificador y sustantivo puede ser impredecible hasta cierto punto, ya que algunos sustantivos solo admiten ciertos clasificadores debido a convenciones de uso históricas.
En las lenguas que emplean clasificadores, estos se suelen usar cuando se cuantifica el sustantivo, es decir, cuando aparece junto a un numeral. En estas lenguas, una frase como "tres personas" exige que se construya mediante al fórmula "tres X de personas", donde X es el clasificador que corresponde al nombre "persona". Los clasificadores a veces tienen otras funciones; en mandarín se suelen emplear también entre un nombre y un demostrativo, es decir, cuando se especifica el sustantivo (por ejemplo "那个人", DET-clasificador-persona). Los clasificadores se suelen llamar también palabras de cuenta en el contexto de algunas lenguas como el japonés o el chino, aunque algunos autores distinguen ambos términos. 
Los sistemas de clasificadores no deben confundirse con las clases nominales que, a menudo, categorizan los sustantivos independientemente de su significado, como por ejemplo, en función de su morfología. Los clasificadores que corresponden a un sustantivo vienen definidos, generalmente, por características semánticas, como puede ser la forma del objeto. Por ejemplo, en mandarín, 条 (tradicional: 條 pinyin:tiào) es un clasificador que se emplea con objetos largos y estrechos, y 张 (tradicional: 張, pinyin: zhāng) se emplea con objetos planos. Además, las lenguas con clasificadores pueden tener cientos de clasificadores distintos, mientras que las clases nominales (sobre todo si se tratan de género gramatical) suelen tener un número limitado. La asociación entre clasificador y sustantivo puede ser impredecible hasta cierto punto, ya que algunos sustantivos solo admiten ciertos clasificadores debido a convenciones de uso históricas. Diacrónicamente, los clasificadores suelen derivar de sustantivos que se han especializado en su uso como clasificadores, y en ocasiones conservan otros usos. Los clasificadores, como otras palabras, a veces se prestan de otras lenguas.

## Ejemplos
Los siguientes ejemplos ilustran el uso de clasificadores en chino mandarín. Obsérvese que el plural habitualmente no se marca en este idioma. Los clasificadores usados aquí son:
- 个 (forma tradicional 個, transcripción pinyin gè), clasificador muy común con diversos usos;
- 棵 kē, clasificador para nombres de árboles;
- 只 (隻) zhī, para nombres de ciertos animales, tales como pájaros;
- 条 (條) tiáo, para objetos largos y flexibles.

Ejemplos de uso (primero en escritura china simplificada, luego entre paréntesis en caracteres tradicionales):
- "tres estudiantes": 三个学生 (三個學生) sān gè xuéshēng, literalmente "tres [clasificador humano] estudiante"
- "tres árboles": 三棵树 (三棵樹) sān kē shù, literalmente "tres [clasificador de árbol] árbol"
- "tres pájaros": 三只鸟 (三隻鳥) sān zhī niǎo, literalmente "tres [clasificador de pájaro] pájaro"
- "tres ríos": 三条河 (三條河) sān tiáo hé, literalmente "tres [clasificador de largo y ondulado] río"